# WNT1
Wnt-1 este o proteină care la om este codificată de gena WNT1.
Familia de gene WNT este formată din gene înrudite structural care codifică proteinele de semnalizare secretate. Aceste proteine sunt implicate în oncogeneză și în mai multe procese de dezvoltare, inclusiv reglarea destinului celular și modelarea în timpul embriogenezei. Această genă este un membru al familiei de gene WNT. Este foarte conservată în evoluție, proteina codificată de această genă fiind 98% identică cu proteina Wnt1 la șoarece la nivel de aminoacizi. Studiile efectuate pe șoareci indică faptul că proteina Wnt1 funcționează în inducerea mezencefalului și cerebelului. Această genă a fost considerată inițial drept genă candidată pentru Sindromul Joubert, o tulburare autozomală recesivă cu hipoplazie cerebeloasă drept caracteristică principală. Cu toate acestea, studii suplimentare au sugerat că mutațiile genetice ar putea să nu aibă un rol semnificativ în sindromul Joubert. Această genă este localizată la un loc cu un alt membru al familiei, WNT10B, în regiunea cromozomală 12q13.